# Phạm Thùy Nhân
Phạm Thùy Nhân là nhà biên kịch, biên tập phim của điện ảnh Việt Nam, ông là tác giả kịch bản của những bộ phim thành công như: Mê Thảo - thời vang bóng, Gánh xiếc rong, Dấu ấn của quỷ và một số phim truyền hình lịch sử như Vó ngựa trời Nam, Bình Tây Đại nguyên soái.

## Tiểu sử
Phạm Thùy Nhân sinh ngày 5 tháng 8 năm 1951 tại Phan Rí Cửa, Bình Thuận, ông là người gốc làng Cổ Lão, huyện Hương Trà, Huế. Khi học tại trường Tiểu học Thanh Lộc, ông đã bộc lộ được biệt tài kể chuyện. Năm 1964, Phạm Thùy Nhân học trung học đệ nhất cấp tại trường Trung học Bán công Phan Rí Cửa.

## Sự nghiệp
Theo nguyện vọng gia đình, Phạm Thùy Nhân chuẩn bị du học ngành y tại Pháp, nhưng năm 1969, ông lại danh vào Trường Đại học Văn khoa - Viện Đại học Đà Lạt. Năm thứ ba đại học, ông được họ thêm Kịch nghệ dưới sự giảng dạy của Giáo sư Vũ Khắc Khoan, ông thành đạo diễn của Kịch đoàn Thụ Nhân. Đoàn kịch với các thành viên nổi bật như Lê Cung Bắc, Thanh Lan, Lê Kim Ngữ, Phạm Văn Lại. Sau khi tốt nghiệp Cử nhân Việt Văn, Phạm Thùy Nhân thi lên bậc cao học nhưng thất bại. Giáo sư Vũ Khắc Khoan gọi ông đến Sài Gòn làm phụ khảo Khoa Việt văn tại Phân khoa Kịch nghệ & Điện ảnh, Trường Đại học Tri Hành cho đến sau tháng 4 năm 1975, ông trở về quê nhà làm ruộng.
Tháng 10 năm 1976, Phạm Thùy Nhân vào lại Sài Gòn, làm công tác sân khấu quần chúng tại Nhà Nghệ thuật quần chúng Thành phố Hồ Chí Minh. Năm 1980, ông vào biên chế của Hãng phim Giải Phóng, bắt đầu làm công việc biên kịch phim; năm 1981, ông được nhà văn Huỳnh Bá Thành giới thiệu về làm phó đạo diễn cho đạo diễn Lê Dân. Kịch bản đầu tay của Phạm Thùy Nhân là Con Mèo Nhung được Lê Dân dựng thành bộ phim cùng tên.
Năm 1987, ông hoàn tất kịch bản Trò ảo thuật, lấy bối cảnh Phan Rí Cửa nơi ông sinh ra; kịch bản qua tay hai đạo diễn, phải chịu cảnh bị "bỏ xó" trong hai năm. Cuốc cùng, kịch bản được giao cho đạo diễn Việt Linh dàn dựng thành bộ phim Gánh xiếc rong nhưng thay đổi bối cảnh, dù bị kiểm duyệt và bí mật sửa đối bởi lãnh đạo Hãng phim Giải Phóng, bôn phim vẫn gặt hái được nhiều giải thưởng trong và ngoài nước. Cùng với sự dàn dựng của đạo diễn Việt Linh, hai bộ phim Dấu ấn của quỷ và Mê Thảo thời vang bóng (chuyển thể từ tiểu thuyết của Nguyễn Tuân) cũng giành được những giải thưởng lớn. Trong thập niên 1990, Phạm Thùy Nhân cũng tham gia vào dòng phim mì ăn liền, các bộ phim Ngôi nhà oan khốc, và Bằng Lăng tím do ông viết kịch bản là những phim thị trường ấn tượng thời kỳ đó. Với phim truyền hình dài tập đề tài lịch sử, các phim Dòng đời, Bình Tây đại nguyên soái, Vó ngựa trời Nam cũng được một số giải thưởng trong nước.
Tháng 6 năm 2006, Phạm Thùy Nhân cùng các nhà biên kịch Châu Thổ, Sâm Thương, Thế Khanh thành lập Senafilm / Hãng phim Sena (viết tắt của scenario cinema film trong tiếng Pháp); với mục đích ban đầu là sản xuất kịch bản cho cá hãng phim khác.
Ông từng là Trưởng phòng biên tập Hãng phim Giải Phóng và thỉnh giảng môn Biên kịch tại Trường Đại học Sân khấu – Điện ảnh Thành phố Hồ Chí Minh, từng giữ chức phó chủ tịch Hội Điện ảnh TP.HCM.

## Tác phẩm
- Hồi ký[1]
  - Câu chuyện nhỏ của tôi
  - Lê Cung Bắc, tôi và thầy Vũ Khắc Khoan
  - Mê Thảo, thời vang bóng
  - Rằng trăm năm cũng từ đây
  - Thiên đường đã mất
  - Từ sân khấu đến giảng đường

### Sách[1]
- 1986 - Thành phố những khuôn mặt điện ảnh (Hội điện ảnh TP HCM - nhiều tác giả)
- 1987 - Dưới ánh đèn sân khấu (Sở VHTT Tây Ninh - nhiều tác giả)
- 1988 - Những ngôi sao điện ảnh thế giới (Hội điện ảnh TP HCM - với Sâm Thương)
- 1992 - Điện ảnh Châu Á trên đường tìm kiếm (NXB TP HCM - với Sâm Thương)
- 1998 - Những đạo diễn nổi tiếng thế giới (NXB Văn nghệ TP HCM - với Sâm Thương)
- Tập kịch bản phim
  - Gánh xiếc rong (NXB Thuận Hoá - Huế, 1993)
  - Nhịp đập trái tim (NXB Văn Nghệ TP HCM, 1998)
  - Con đường gai nhọn (NXB Văn Hóa, 2020)[12]
- Biên khảo 
  - Điện ảnh trong trái tim tôi (NXB Văn Nghệ TP HCM, 1998)
  - Làm sao viết kịch bản phim (NXB Văn Hoá Sài Gòn, 2007

### Kịch bản phim[1]
| Năm  | Tựa đề                   | Thể loại             | Đạo diễn                        | Sản xuất                                    | Ghi chú                                           |
| ---- | ------------------------ | -------------------- | ------------------------------- | ------------------------------------------- | ------------------------------------------------- |
| 1981 | Con mèo nhung            | Điện ảnh             | Lê Dân                          | Hãng phim Giải Phóng                        |                                                   |
| 1983 | Tiếng sóng               | Điện ảnh             | Lê Dân                          | Hãng phim Giải Phóng                        |                                                   |
| 1987 | Phiên tòa cần chánh án   | Điện ảnh             | Việt Linh                       | Hãng phim Giải Phóng                        | Phó đạo diễn                                      |
| 1988 | Gánh xiếc rong           | Điện ảnh             | Việt Linh                       | Hãng phim Giải Phóng                        |                                                   |
| 1991 | Xương rồng đen           | Điện ảnh             | Lê Dân                          | Hãng phim Giải Phóng                        | Đồng biên kịch: Ngụy Ngữ                          |
| 1992 | Dấu ấn của quỷ           | Điện ảnh             | Việt Linh                       | Hãng phim Giải Phóng                        |                                                   |
| 1992 | Vết thù năm tháng        | Phim video           | Lê Mộng Hoàng                   | Hãng phim Nguyễn Đình Chiểu                 |                                                   |
| 1992 | Ngôi nhà oan khốc        | Phim video           | Lê Mộng Hoàng                   | Hãng phim Nguyễn Đình Chiểu                 |                                                   |
| 1992 | Cơn lốc cuộc đời         | Phim video           |                                 | Hãng phim Nguyễn Đình Chiểu                 |                                                   |
| 1992 | Cánh hoa hoang dại       | Phim video           | Xuân Cường                      | Hãng phim Bến Nghé                          |                                                   |
| 1992 | Tỉ phú không tiền        | Phim video           | Xuân Cường                      | Hãng phim Bến Nghé                          | Biên tập                                          |
| 1993 | Vòng vây tội lỗi         | Phim video           | Trần Cảnh Đôn                   | Hãng phim Phương Nam                        | không có danh đề                                  |
| 1993 | Trên cả hận thù          | Phim video           | Lê Cung Bắc                     | Hãng phim Giải Phóng                        |                                                   |
| 1993 | Cô bé mộng mơ            | Phim video           | Hồ Ngọc Xum                     | Hãng phim Giải Phóng                        | không có danh đề                                  |
| 1993 | Sân ga tình yêu          | Phim video           |                                 | Sài Gòn Video                               |                                                   |
| 1993 | Lá sầu riêng             | Phim video           | Lý Sơn                          | Hãng phim Nguyễn Đình Chiểu                 |                                                   |
| 1993 | Qua mùa giông bão        | Phim video           |                                 | Hãng phim Nguyễn Đình Chiểu                 |                                                   |
| 1993 | Chiếc mặt nạ da người    | Điện ảnh             | Nguyễn Chánh Tín                | Hãng phim Nguyễn Đình Chiểu                 |                                                   |
| 1993 | Bản tình ca cuối cùng    | Điện ảnh             | Nguyễn Chánh Tín                | Hãng phim Nguyễn Đình Chiểu                 |                                                   |
| 1993 | Đoạn cuối thiên đường    | Điện ảnh             | Hồng Sến                        | Hãng phim Giải Phóng                        | Chuyển thể: Bàn thờ tổ của một cô đào             |
| 1993 | Đảo hải tặc              | Tài liệu             | Hà Hữu Nghiêm                   | Hãng phim Giải Phóng                        |                                                   |
| 1994 | Mảnh đất tình đời        | Điện ảnh             | Nguyễn Vinh Sơn                 | Hãng phim Giải Phóng                        |                                                   |
| 1994 | Ta tắm ao ta             | Phim video           | Lê Cung Bắc                     | Hãng phim Giải Phóng                        |                                                   |
| 1994 | Giọt lệ chưa khô         | Phim video           | Lê Cung Bắc                     | Hãng phim Giải Phóng                        |                                                   |
| 1994 | Về trong sương mù        | Phim video           | Hồ Quang Minh                   | Hãng phim Giải Phóng                        |                                                   |
| 1994 | Khung trời lỗi hẹn       | Phim video           |                                 | Hãng phim Nguyễn Đình Chiểu                 |                                                   |
| 1995 | Nhịp đập trái tim        | Điện ảnh             | Lê Cung Bắc                     | Hãng phim Giải Phóng                        |                                                   |
| 1995 | Trái tim người mẹ        | Phim video           | Lê Hữu Lương                    | Hãng phim Giải Phóng                        |                                                   |
| 1995 | Mặt Trời đêm             | Phim video           | Xuân Cường                      | Hãng phim Bến Nghé                          |                                                   |
| 1996 | Cho thuê cuộc đời        | Phim video           | Xuân Cường                      | Hãng phim Bến Nghé                          |                                                   |
| 1996 | Tiếng hú nơi hoang dã    | Phim video           | Trần Ngọc Phong                 | Hãng phim Giải Phóng                        |                                                   |
| 1997 | Bóng đêm cuộc tình       | Phim video           | Hai Nhất                        | Hãng phim Giải Phóng                        |                                                   |
| 1998 | Cõi tình                 | Điện ảnh truyền hình | Lê Cung Bắc                     | TFS                                         |                                                   |
| 2000 | Cấp cứu                  | Điện ảnh             | Phạm Ngọc Châu                  | Hãng phim Giải Phóng                        | theo truyện của nhà văn Lý Lan                    |
| 2000 | Cánh cửa cuộc đời        | Điện ảnh truyền hình | Trần Cảnh Đôn                   | Hãng phim Tây Đô                            |                                                   |
| 2000 | Dòng đời                 | Dài tập              | Lê Cung Bắc                     | TFS                                         |                                                   |
| 2001 | Bằng Lăng tím            | Điện ảnh truyền hình | Xuân Cường                      | Truyền hình Bình Phước                      |                                                   |
| 2001 | Dòng sông vẫn trôi       | Dài tập              | Xuân Cường                      | Hãng phim Tây Đô                            |                                                   |
| 2001 | Sương gió biên thuỳ      | Dài tập              | Hồ Ngọc Xum                     | TFS                                         | theo truyện của nhà văn Lý Văn Sâm                |
| 2001 | Bão rừng                 | Điện ảnh truyền hình | Trần Ngọc Phong                 | Hãng phim Giải Phóng                        |                                                   |
| 2002 | Mê Thảo - thời vang bóng | Điện ảnh             | Việt Linh                       | Hãng phim Giải Phóng                        | Chuyển thể: Chùa Đàn (Nguyễn Tuân)                |
| 2002 | Cha và con               | Điện ảnh truyền hình |                                 | Hãng Phim truyện I                          |                                                   |
| 2002 | Vì một ngày mai          | Điện ảnh truyền hình | Lê Cung Bắc                     | Truyền hình Bình Dương                      |                                                   |
| 2002 | Cây Huê Xà               | Điện ảnh truyền hình | Xuân Cường                      | Hãng phim Giải Phóng + Hãng phim Sài Gòn    | Chuyển thể: Cây Huê Xà (Sơn Nam)                  |
| 2003 | Một thời ngang dọc       | Ngắn tập             | Xuân Cường                      | Hãng phim Giải Phóng + TH Bình Dương + VTV3 |                                                   |
| 2005 | Bẫy tình                 | Video                | Lê Cung Bắc                     |                                             | Chuyển thể: "Lục xì" và "Làm đĩ" (Vũ Trọng Phụng) |
| 2008 | Vó ngựa trời Nam         | Dài tập              | Lê Cung Bắc                     | TFS                                         |                                                   |
| 2008 | Họa mi                   | Điện ảnh truyền hình | Phạm Ngọc Châu                  | TFS                                         |                                                   |
| 2008 | Duyên trần thoát tục     | Điện ảnh             | Lê Cung Bắc                     | Senafilm                                    |                                                   |
| 2009 | Tham vọng                | Dài tập              | Xuân Cường                      | M&T Pictures                                |                                                   |
| 2010 | Về đất Thăng Long        | Dài tập              | Trần Ngọc Phong                 | Hãng phim Giải Phóng + M&T Pictures + HTV   | Nhân dịp lễ 1.000 năm Thăng Long - Hà Nội         |
| 2010 | Tây sơn hào kiệt         | Điện ảnh             | Lý Huỳnh; Lý Hùng; Phượng Hoàng | Hãng phim Lý Huỳnh                          |                                                   |
| 2011 | Cát nóng                 | Điện ảnh             | Lê Hoàng                        | Hãng phim Giải Phóng                        |                                                   |
| 2013 | Bình Tây Đại Nguyên Soái | Dài tập              | Phan Hoàng                      | HTV + Hãng phim Cửu Long                    |                                                   |
| 2018 | Tháng năm rực rỡ         | Dài tập              | Nguyễn Quang Dũng               | CJ Ent; HK Film                             | Kịch bản Hàn Quốc                                 |

### Biên tập phim
| Năm  | Tựa đề                   | Thể loại  | Đạo diễn                   | Sản xuất     | Ghi chú |
| ---- | ------------------------ | --------- | -------------------------- | ------------ | ------- |
| 2007 | Những chiếc lá thời gian | Phim vieo | Lê Cung Bắc, Bùi Quang Đạt | Senafilm     |         |
| 2008 | Con đường sáng           | Phim vieo | Đinh Thái Thụy             | Cục Điện ảnh |         |
| 2009 | Tham vọng                | Dài tập   | Xuân Cường                 | M&T Pictures |         |

## Giải thưởng

### Giải cá nhân
2013 - Biên kịch xuất sắc phim truyện truyền hình - Giải Cánh Diều 2013

### Tác phẩm tham gia đạt giải
- Con mèo nhung (1981) - Bằng khen Hội Điện Ảnh Việt Nam tại Liên hoan phim Việt Nam lần 6 (1981)
- Gánh xiếc rong (1988 - xem phần giải thưởng)
- Bản tình ca cuối cùng (1993) - Giải kĩ thuật tại Liên hoan phim Việt Nam lần thứ 10 (1993)
- Mảnh đất tình đời - Giải B của Giải thưởng Hội Điện ảnh Việt Nam 1994
- Cánh cửa cuộc đời (3 tập) - Giải B Hội Điện ảnh Việt Nam (2000)
- Sương gió biên thuỳ (21 tập) - Giải khuyến khích Hội Điện ảnh Việt Nam (2003)
- Mê Thảo - Thời vang bóng (2002 - xem phần giải thưởng)
- Hoạ mi - Giải khuyến khích - Giải cánh diều 2007
- Vó ngựa trời Nam (xem phần giải thưởng)
- Tháng năm rực rỡ - WeChoice Awards (2018)
- Con đường gai nhọn - Cánh diều Bạc hạng mục "Công trình nghiên cứu lý luận, phê bình điện ảnh" tại Giải Cánh diều 2023.